# Библиотекар (слика)
Библиотекар (итал. Il Bibliotecario) је слика италијанског сликара Ђузепе Арчимболда, насликана техником уље на платну. Налази се у уметничкој колекцији Дворца Скоклостер у Шведској. Дело приказује човека који се састоји од књига и предмета повезаних са библиотеком. Сматра се да је то портрет Волфганга Лазиуса, хуманисте и историчара, који је служио свете римске цареве владарске породице Хабзбург.

## Историјат
Арчимболдо је био званични портретиста цара Фердинанда I, 1562. године, а касније Максимилијана II и Рудолфа II.
Библиотекар је једна из низа Арчимболдових слика чланова Максимилијанове пратње. Дворац Скоклостер датира слику у 1562. годину, иако се слика чешће датира око 1566. године.
Арчимболдо је насликао бројне портрете људи сликајући их као скуп предмета попут воћа и поврћа, цвећа или, у овом случају, књига. Предмети су обично имали неку везу са човековим животом или професионалном активношћу.

## Тумачења
Бено Гејгер, аустријски историчар уметности,  слику је назвао „тријумфом апстрактне уметности 16. века“. Историчар уметности Свен Алфонс је 1957. године, закључио да је ово конкретно портрет Волфганга Лазиуса.
Дело је тумачено и као слава и као сатирично ругање библиотекара и учењака. К.Ц Елхард нуди другачије гледиште, да је ово конкретно пародија на „материјалистичке сакупљаче књига које више занима куповина књига него њихово читање“. Елхард примећује да на слици недостају разне референце на занат библиотекара, као што су било какве класификацијске ознаке. Такође тврди да се слика фокусира на материјалистичке квалитете књига, а не на предмет, указујући на колекционаре, а не нужно и на библиотекаре или интелектуалце. Елхард примећује да је Библиотекар постао „отелотворење визуелне историје библиотечке професије“. Међутим, оригинални наслов, ако постоји, је непознат, а његов тренутни наслов се први пут појављује (на шведском као "Bibliotekarien") у инвентару с почетка 20. века.
Библиотекар је једно од два Арчимболдова дела у колекцији дворца Скоклостер. Слика је донета у Шведску након пљачке Прашког замка од стране шведске војске током Прашке битке 1648. године, а донео ју је генерал Ханс Кристоф вон Конигсмарк.
Постоје још три  верзије слике чија атрибуција није сигурна. Научна студија објављена 2011. године закључила је да је Библиотекар каснија копија оригиналне Арчимболдове слике, чија је локација непозната.